# Elisabeth Christina von Linné
Elisabeth Christina ”Lisa Stina” von Linné, född 14 juni 1743, död 15 april 1782, var en svensk botaniker, äldsta dotter till Carl von Linné och Sara Elisabeth Moræa.

## Biografi
Elisabeth Christina von Linné föddes 1743 som äldsta dotter och andra barnet till Carl von Linné och Sara Elisabeth Moræa. De var totalt sju syskon, varav fem levde till vuxen ålder. Hon fick ingen formell akademisk utbildning, men var både läs- och skrivkunnig och måste ha undervisats i hemmet. Hennes två år äldre bror, Carl, började vid Uppsala universitet vid nio års ålder så det är inte otroligt att hon till viss del fått ta del av broderns undervisning. Vidare undervisade hennes far många av sina studenter i hemmet, och i brev som studenterna har skrivit till varandra framkommer att hon umgicks med dem. När hon var fyra år gammal hjälpte hennes far henne att diktera ett brev till en av dessa studenter, Erik Gustaf Lidbeck, som hon kallade sin fästman där hon beklagar sig över att han gift sig men tackar för presenten han skickat henne. Brevet finns sparat i Lidbecks samlingar vid Lunds universitet.
När Elisabeth Christina von Linné blev äldre förälskade hon sig i en annan av sin fars studenter, Daniel Solander. Just innan hon skulle fylla 17 år reste han till England för att följa med James Cook på en världsomsegling och återvände aldrig till Sverige.
Vid 21 års ålder gifte sig Elisabeth Christina von Linné med major Carl Fredrik Bergencrantz. Paret fick två barn, Carl Fredrik och Sara Elisabeth. Sonen dog i späd ålder och Bergencrantz behandlade sin fru och dotter så illa att Elisabeth Christina von Linné flyttade med dottern till sina föräldrar. De skrev även ut majoren ur sitt testamente för att han behandlat deras dotter och dotterdotter så illa. Modern anklagade även Bergencrantz för att han med sin tidigare misshandel orsakat dotterns död vid 39 års ålder.

## Om indianska krassens blickandeochDas Elisabeth Linné-Phänomen

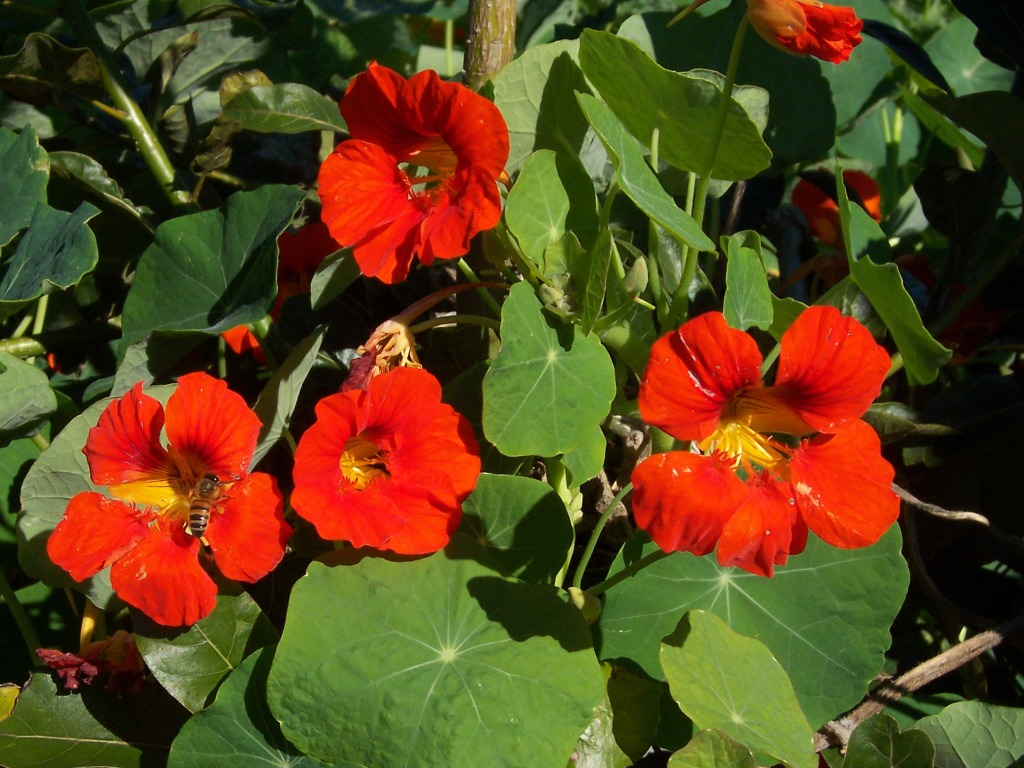
Indiankrasse (Tropaeolum majus)

Sommaren 1762, då Elisabeth Christina von Linné satt tillsammans med bekanta i en lövsal på sin fars gård Hammarby norr om Uppsala, lade hon märke till att de orangeröda indiankrasse som växte i lövsalen verkade skicka ut små blixtar i skymningen. Hon visade det för sitt sällskap och åtta dagar senare när hennes far kom hem berättade hon för honom om fenomenet. Han hade varken sett eller hört talas om något liknande, men då hon visade det för honom tyckte han att det borde undersökas vidare och eftersom han inte hade tid att göra detta uppmuntrade han henne att skriva ned sina observationer och skicka in dem till Kungliga Vetenskapsakademins Handlingar. 1762, 19 år. Artikeln heter Om indianska krassens blickande (”När det gäller den indiska krassens flimmer”).
Elisabeth Christina von Linné hade ett antal teorier om vad som kunde åstadkomma blixtarna, bland annat att något osynligt i luften reflekterades i blommans blad eller att det hade att göra med något i ögonen eftersom det var lättare att se blixtarna om hon rörde på huvudet snarare än stirra stint på blommorna. Hon drog dock slutsatsen att saken måste undersökas närmare av någon som var bättre tränad i naturvetenskap än hon.
Det har diskuterats om artikeln verkligen är skriven av henne eller av hennes far, men av språkbruket att döma torde det ändå vara Elisabeth Christina von Linné eftersom det inte är det samma som i Carl von Linnés andra publikationer. Han gjorde även ett tillägg till hennes artikel i Kungliga Vetenskapsakademins Handlingar.

### Avtryck
Den tyske diktaren och naturforskaren Johann Wolfgang von Goethe fascinerades av fenomenet och döpte det till Das Elisabeth Linné-Phänomen (”Elisabeth Linné-fenomenet”).
Elisabeth Christina von Linnés artikel kom även till den engelska forskaren och poeten Erasmus Darwins kännedom. Han inkluderade en hänvisning till artikeln i sin skrift The botanic garden, part II, containing the loves of the plants (1789) där han även rapporterade en bekräftelse av detta fenomen av M. Haggren, en föreläsare i naturhistoria, som hade publicerat sina fynd i Paris 1788.
Poeterna William Wordsworth och Samuel Taylor Coleridge läste om Darwins beskrivningar tidigt i sina karriärer och inspirerade av dessa hänvisade de till blinkande blommor i sina dikter. I Wordsworth’s ”I wandered lonely as a cloud”, även kallad ”Daffodils” (’They flash upon that inward eye’), och Coleridge’s ”Lines Written at Shurton Bars. . . (’Flashes the golden-coloured flower / A fair electric flame’)” . På så sätt kom Elisabeth Christina von Linné, via Darwin, att påverka pionjärerna i engelsk romantisk poesi.

### Förklaring
Det skulle dröja mer än 100 år innan någon kom på vad blixtarna som Elisabeth Christina von Linné uppmärksammande var för något. Thore Magnus Fries, professor i botanik vid Uppsala universitet, konstaterade dock att det var fler blommor än indiankrassen som verkade skicka ut blixtar; samtliga blommor var dock orangeröda.
Det var inte förrän 1914 som företeelsen kom att identifieras som ett optiskt fenomen i det mänskliga ögat som gör att det ser ut som blixtar – framförallt i skymningen – när den orangeröda blomman står i kontrast med de gröna bladen. I ögat finns det tappar och stavar. Tapparna gör att vi ser färger (de är känsliga för ljusets frekvens), stavarna att vi ser ljusintensitet. När det är mörkt ser vi främst med stavarna. Så när vi i svagt ljus – som vid exempelvis skymning – ser den röda blomman reagerar de färgstarka tapparna med att sända en signal till hjärnan som uppfattas som en blixt.

## I populärkultur
- I romanen Den som jag trodde skulle göra mig lycklig (2013) av Christina Wahldén [10] skriver författaren om von Linnés olyckliga kärlek till faderns lärjunge Daniel Solander – och till vetenskapen.[11]
- Boken Den indianska krassens blickande (2006) av Ann Granhammer handlar om Elisabeth Christina von Linné.[12] Recenserad i Svenska Dagbladet.[13]
- Beata Boucht har skapat planchverket Flora till Lisa som hyllning till Elisabeth Christina von Linné[14].
- Karin Hagås spelar Elisabeth Christina i TV-serien Linné och hans apostlar från 2004.[15]